# Rosa oxyodon
Rosa oxyodon — вид рослин з родини трояндових (Rosaceae).

## Опис
Це колючий кущ. Квітки поодинокі. Пелюстки рожеві. Зрілі плоди червоні, яйцеподібні. Листки складаються з 5–7 овальних листочків, верхній — 3–6 см завдовжки.

## Поширення
Зростає в Північному Кавказі й Південному Кавказі.